# Grande Prêmio da Bélgica de 1987
Resultados do Grande Prêmio da Bélgica de Fórmula 1 realizado em Spa-Francorchamps em 17 de maio de 1987. Terceira etapa do campeonato, foi vencido pelo francês Alain Prost, que subiu ao pódio junto a Stefan Johansson numa dobradinha da McLaren-TAG/Porsche, com Andrea de Cesaris em terceiro pela Brabham-BMW.

## Classificação da prova

### Treinos oficiais
| Pos.   | Nº | Piloto             | Construtor             | Tempo Q1 | Tempo Q2 | Diferença | Grid |
| ------ | -- | ------------------ | ---------------------- | -------- | -------- | --------- | ---- |
| 1      | 5  | Nigel Mansell      | Williams-Honda         | 2:06.965 | 1:52.026 | —         | 1    |
| 2      | 6  | Nelson Piquet      | Williams-Honda         | 2:08.143 | 1:53.416 | + 1.390   | 2    |
| 3      | 12 | Ayrton Senna       | Lotus-Honda            | 2:08.450 | 1:53.426 | + 1.400   | 3    |
| 4      | 28 | Gerhard Berger     | Ferrari                | 2:06.216 | 1:53.451 | + 1.425   | 4    |
| 5      | 27 | Michele Alboreto   | Ferrari                | 2:07.459 | 1:53.511 | + 1.485   | 5    |
| 6      | 1  | Alain Prost        | McLaren-TAG/Porsche    | 2:11.203 | 1:54.186 | + 2.160   | 6    |
| 7      | 20 | Thierry Boutsen    | Benetton-Ford          | 2:08.752 | 1:54.300 | + 2.274   | 7    |
| 8      | 7  | Riccardo Patrese   | Brabham-BMW            | 2:12.914 | 1:55.064 | + 3.038   | 8    |
| 9      | 19 | Teo Fabi           | Benetton-Ford          | 2:12.358 | 1:55.339 | + 3.313   | 9    |
| 10     | 2  | Stefan Johansson   | McLaren-TAG/Porsche    | 2:12.063 | 1:55.781 | + 3.755   | 10   |
| 11     | 18 | Eddie Cheever      | Arrows-Megatron        | 2:15.321 | 1:55.899 | + 3.873   | 11   |
| 12     | 17 | Derek Warwick      | Arrows-Megatron        | 2:10.946 | 1:56.359 | + 4.333   | 12   |
| 13     | 8  | Andrea de Cesaris  | Brabham-BMW            | 2:13.871 | 1:57.101 | + 5.075   | 13   |
| 14     | 24 | Alessandro Nannini | Minardi-Motori Moderni | 2:09.650 | 1:58.132 | + 6.106   | 14   |
| 15     | 11 | Satoru Nakajima    | Lotus-Honda            | 2:11.441 | 1:58.649 | + 6.623   | 15   |
| 16     | 25 | René Arnoux        | Ligier-Megatron        | 2:15.012 | 1:59.117 | + 7.091   | 16   |
| 17     | 26 | Piercarlo Ghinzani | Ligier-Megatron        | 2:15.339 | 1:59.291 | + 7.265   | 17   |
| 18     | 9  | Martin Brundle     | Zakspeed               | 2:14.432 | 2:00.433 | + 8.407   | 18   |
| 19     | 23 | Adrian Campos      | Minardi-Motori Moderni | 2:14.945 | 2:00.763 | + 8.737   | 19   |
| 20     | 10 | Christian Danner   | Zakspeed               | 2:20.610 | 2:01.072 | + 9.046   | 20   |
| 21     | 16 | Ivan Capelli       | March-Ford             | 2:13.355 | 2:02.036 | + 10.010  | 21   |
| 22     | 30 | Philippe Alliot    | Lola-Ford              | 2:13.082 | 2:02.347 | + 10.321  | 22   |
| 23     | 4  | Philippe Streiff   | Tyrrell-Ford           | 2:18.900 | 2:03.098 | + 11.072  | 23   |
| 24     | 3  | Jonathan Palmer    | Tyrrell-Ford           | 2:14.931 | 2:04.677 | + 12.651  | 24   |
| 25     | 14 | Pascal Fabre       | AGS-Ford               | 2:26.498 | 2:07.361 | + 15.335  | 25   |
| 26     | 21 | Alex Caffi         | Osella-Alfa Romeo      | 2:16.268 | 2:12.086 | + 20.060  | 26   |
| Fonte: |    |                    |                        |          |          |           |      |

### Corrida
| Pos.   | Nº | Piloto             | Construtor             | Voltas | Tempo/Diferença   | Grid | Pontos |
| ------ | -- | ------------------ | ---------------------- | ------ | ----------------- | ---- | ------ |
| 1      | 1  | Alain Prost        | McLaren-TAG/Porsche    | 43     | 1:27:03.217       | 6    | 9      |
| 2      | 2  | Stefan Johansson   | McLaren-TAG/Porsche    | 43     | + 24.764          | 10   | 6      |
| 3      | 8  | Andrea de Cesaris  | Brabham-BMW            | 42     | + 1 volta         | 13   | 4      |
| 4      | 18 | Eddie Cheever      | Arrows-Megatron        | 42     | + 1 volta         | 11   | 3      |
| 5      | 11 | Satoru Nakajima    | Lotus-Honda            | 42     | + 1 volta         | 15   | 2      |
| 6      | 25 | René Arnoux        | Ligier-Megatron        | 41     | + 2 voltas        | 16   | 1      |
| 7      | 26 | Piercarlo Ghinzani | Ligier-Megatron        | 40     | + 3 voltas        | 17   |        |
| 8      | 30 | Philippe Alliot    | Lola-Ford              | 40     | + 3 voltas        | 22   |        |
| 9      | 4  | Philippe Streiff   | Tyrrell-Ford           | 39     | + 4 voltas        | 23   |        |
| 10     | 14 | Pascal Fabre       | AGS-Ford               | 38     | + 5 voltas        | 25   |        |
| Ret    | 19 | Teo Fabi           | Benetton-Ford          | 34     | Motor             | 9    |        |
| Ret    | 9  | Martin Brundle     | Zakspeed               | 19     | Superaquecimento  | 18   |        |
| Ret    | 20 | Thierry Boutsen    | Benetton-Ford          | 18     | Rolamento da roda | 7    |        |
| Ret    | 5  | Nigel Mansell      | Williams-Honda         | 17     | Acidente          | 1    |        |
| Ret    | 16 | Ivan Capelli       | March-Ford             | 14     | Motor             | 21   |        |
| Ret    | 6  | Nelson Piquet      | Williams-Honda         | 11     | Turbo             | 2    |        |
| Ret    | 21 | Alex Caffi         | Osella-Alfa Romeo      | 11     | Pane seca         | 26   |        |
| Ret    | 27 | Michele Alboreto   | Ferrari                | 9      | Transmissão       | 5    |        |
| Ret    | 10 | Christian Danner   | Zakspeed               | 9      | Freios            | 20   |        |
| Ret    | 17 | Derek Warwick      | Arrows-Megatron        | 8      | Radiador          | 12   |        |
| Ret    | 7  | Riccardo Patrese   | Brabham-BMW            | 5      | Embreagem         | 8    |        |
| Ret    | 28 | Gerhard Berger     | Ferrari                | 2      | Motor             | 4    |        |
| Ret    | 24 | Alessandro Nannini | Minardi-Motori Moderni | 1      | Turbo             | 14   |        |
| Ret    | 12 | Ayrton Senna       | Lotus-Honda            | 0      | Acidente          | 3    |        |
| Ret    | 23 | Adrian Campos      | Minardi-Motori Moderni | 0      | Câmbio            | 19   |        |
| Ret    | 3  | Jonathan Palmer    | Tyrrell-Ford           | 0      | Acidente          | 24   |        |
| Fonte: |    |                    |                        |        |                   |      |        |

## Tabela do campeonato após a corrida
| Pos.   | Piloto           | Pontos |
| ------ | ---------------- | ------ |
| 1      | Alain Prost      | 18     |
| 2      | Stefan Johansson | 13     |
| 3      | Nigel Mansell    | 10     |
| 4      | Nelson Piquet    | 6      |
| 5      | Ayrton Senna     | 6      |
| Fonte: |                  |        |

| Pos.   | Construtor          | Pontos |
| ------ | ------------------- | ------ |
| 1      | McLaren-TAG/Porsche | 31     |
| 2      | Williams-Honda      | 16     |
| 3      | Lotus-Honda         | 9      |
| 4      | Ferrari             | 7      |
| 5      | Brabham-BMW         | 4      |
| Fonte: |                     |        |

- Nota: Somente as primeiras cinco posições estão listadas. Entre 1981 e 1990 cada piloto podia computar onze resultados válidos por temporada não havendo descartes no mundial de construtores.